# Djonbasso
Djonbasso est un village de la Région du Littoral du Cameroun, situé dans la commune de Ndom. Situé à 15 km de Ndom, Djonbasso est localisé sur la route qui lie kikot à Ndom, à partir d'une piste vers Logmandeng.

## Population et développement
En 1967, la population de Djonbasso était de 117 habitants, essentiellement des Babimbi du peuple Bassa. La population de Djonbasso était de 114 habitants dont 59 hommes et 54 femmes, lors du recensement de 2005.